# Alain Raguel
Alain Raguel est un joueur de football français évoluant au poste de milieu de terrain.
Né le 6 septembre 1976 à Lille. Il mesure 1,75 m pour 70 kg.

## Biographie
En 1991, alors déjà joueur du LOSC, il dispute la Coupe nationale des minimes avec la sélection de la Ligue du Nord-Pas-de-Calais. Parmi ses coéquipiers, le futur professionnel Cédric Berthelin.
Il fait ses débuts professionnel lors de la saison 97/98 en deuxième division sous les ordres de Thierry Froger pour 14 matchs joués.

## Carrière
- 06/1997 - 06/1999 : Lille OSC (D2)
- 07/1999 - 12/2000 : ASOA Valence (D2)
- 01/2001 - 06/2004 : Panionios (D1 Grecque)
- 07/2004 - 12/2004 : Panathinaïkos (D1 Grecque)
- 01/2005 - 06/2007 : Atromitos FC (D1 Grecque)
- 2007 - 2008 : Iraklis Thessalonique (D1 Grecque)
- 2008 - : Olympiakos Volos (D2 Grecque)
- 2009 - : Villeneuve d'Ascq Métropole  (DHR)